# 永島由子
永島由子（日语：／ Nagashima Yūko，1970年7月3日—），日本女性配音員、旁白。出身於大阪府。身高157cm。O型血。

## 經歷
永島由子自小時候就是電視兒童，並渴望屏幕另一邊的世界。雖然她出生在大阪，在大阪長大，但是母親出生在福岡縣，所以一直住在東京。並在父親的教育下討厭關西方言，而用標準日語說話。於書店打工時，她發現一張培訓學校招生的傳單，就很輕鬆的和朋友一起參加考試，結果竟然通過了。之後當了一年的OL同時去培訓學校上課，本人說那段時間很難熬。
關西外國語短期大學、青二塾大阪校8期畢業。
活動開始的時候，許多電視記者等之類的工作都需要出現並露臉，但最終她並不擅長露臉。她認為如果透過配音工作可以享受到是從表面上看會減半。有意識到它是個可以讓放鬆肩膀的工作，比如錄音和廣播。但是身邊的人卻說「演技沒有範圍，聲音和演技都不適合動畫」，一時間就被信服了。然而，她卻通過了《霸王大系龍騎士》的試鏡，雖然四周圍只有不認識的人，但結果卻是一件好事，她說她開始喜歡動畫是因為沒有固定的想法，最重要的是有更多的朋友會覺得很有趣。
2020年10月1日，離開出道所屬的青二Production，現在是amuleto所屬。

## 人物
已婚，丈夫上田燿司也從事配音工作。2008年5月2日生下一個女兒。
音域：D3～A5。擅長方言：大阪方言。

## 演出
粗體字表示主要角色。

### 電視動畫
1992年
- 麵包超人（擂粉木坊主〈初代〉）
- 餓狼傳說（小孩B）

1993年
- GS美神（車內售票員、村民）
- 灌籃高手（相田彌生、女學生）
- 小小男子漢（1993年—1994年，辣妹B、若本光、女子社員B、同僚B、女孩子 等）
- 美少女戰士系列（1993年—1995年，小學生、護理人員）3系列

1994年
- 奇天烈大百科（OL、禮子）
- 霸王大系龍騎士（1994年—1995年，卡茨[14]）
- 橘子醬男孩（千草、女學生、鋼琴老師）
- 魔法騎士雷阿斯（卡爾迪娜）

1995年
- 動畫世界的童話（日语：世界名作童話シリーズ ワ〜ォ!メルヘン王国）（南之魔女）
- 去吧！稻中桌球社（橘洋子、女子桌球社社員）
- 近所物語（石田、奇卡）
- 天地無用！（由良）
- 怪盜Saint Tail（高宮麗奈[15]）

1996年
- 機動戰艦撫子號（葉琳娜·金城·王）
- 蠟筆小新（1996年—2011年，純代、辣妹A、小學生A、加山紀子、龜沼惠美子 等）
- 鬼太郎 (第4作)（祥一）
- YAT安心！宇宙旅行（日语：YAT安心!宇宙旅行）（菜菜子）

1997年
- 金田一少年之事件簿（日高織繪）
- 天才小魚郎（機械巴士）
- 中華一番！（瑪琳）

1998年
- 哆啦A夢 (大山羨代版)（1998年—2002年，年輕人、女人）

1999年
- 伊甸少年（菲尼絲）
- 快感指令（日语：快感・フレーズ）（靜香）
- 大嘴鳥（田中F）
- 週刊故事樂園（日语：週刊ストーリーランド）（1999年—2001年，臨月之女、電視聲音、女子社員、亭子裡的女人、黑田惠 等）

2000年
- 夢幻天女（格拉迪斯）
- 激動！改變歷史的男人們 ～動畫靜岡縣史～（阿吉[16]）
- 勝負師傳說 哲也（酒吧的媽媽）
- 爆裂戰士戰藍寶（妖精〈精靈卡德莉安〉）

2001年
- 銀河天使（秘書）
- 超能奇兵（桐生水守[17]、阿爾塔結晶體）
- 魔法少女貓（日语：魔法少女猫たると）（安藤夏）
- 名偵探柯南（2001年—2012年，蓮木志乃、接待B、廣播、蜂須賀由香里、蘆田美緒 等）

2002年
- 笑園漫畫大王（米琪）
- 我們這一家（2002年—2009年，小川老師〈初代〉、記者、母親、電視聲音、OL 等）
- 機動戰士鋼彈SEED（羅米娜·阿瑪菲）
- 決鬥大師系列（2002年—2004年，小熊馨）2系列
- 魯莽天使（禮子）
- 天地無用！GXP（奈緒子、維加、柾木水穗）
- 大頭狗仔隊（日语：ふぉうちゅんドッグす）（2002年—2003年，雪特蘭、羅蕾塔）
- 炸彈小新娘（井端菜摘）

2003年
- D·N·ANGEL（倉科瑪瑙）
- PEACE MAKER鐵（山崎步）
- 戰爭程序員白瀨（本木紗英）
- FIRESTORM（日语：FIRESTORM (アニメ)）（寺西麻衣）
- 魔獸戰線 THE APOCALYPSE（日语：魔獣戦線）（真奈美）

2004年
- 下級生2 ～瞳孔中的少女們～（若井美咲）
- 爆裂天使（美理）
- 怪醫黑傑克（2004年—2005年，主持人、乘客、女性）
- BECK（小笠原桃子）

2005年
- AIR（國崎往人的母親）
- 機動新撰組 萌之劍 TV（蝶蝶夫人）
- 火影忍者（椿）
- 黏黏妖美少女（大橋智佳子〈慎吾的母親〉）

2006年
- 怪 ～ayakashi～ 四谷怪談（四谷袖〈阿袖〉）
- 女生愛女生（大佛智）
- 不平衡抽籤（上石神井蓮子的母親）
- NIGHT HEAD GENESIS（日语：NIGHT HEAD GENESIS）（廣瀨麗子）

2007年
- 野昭如 戰爭童話集「兩顆胡桃（日语：ふたつの胡桃）」（洋子）
- 忍者亂太郎（2007年—2018年，如月、女忍者、居民）
- 真仙魔大戰（龜助）
- ONE PIECE（阿貝爾）

2008年
- 黑輪君（日语：おでんくん）（母親、男孩子）
- 道子與哈金（女社長）

2010年
- 可愛巧虎島 He So Ka
- 星際寶貝：神奇大冒險 ～最棒的朋友～（主播）

2011年
- 電波女&青春男（小牧）

2012年
- 足球騎士（美島奈奈的母親）

2013年
- 悠悠哉哉少女日和（2013年—2021年，一條螢的母親）3系列[注 2]

2014年
- 戰國無雙SP ～真田之章～（女忍者[18]）

2015年
- 戰國無雙（女忍者[19]）
- 哆啦A夢 (水田山葵版)（主婦）

2018年
- 鬼太郎 (第6作)（二口女）
- 弦音 -風舞高中弓道部-（竹早靜彌的母親）

2021年
- 鍵等（國崎往人的母親）

2023年
- 萊莎的鍊金工房 ～常闇女王與秘密藏身處～（米奧·斯托特）

### 電影動畫
1993年
- 鐵拳對鋼拳 1993（女高中生A）

1994年
- 劇場版 GS美神（電視記者）
- 劇場版 美少女戰士S（雪舞者）

1995年
- 劇場版 橘子醬男孩（ガストマンα）

1998年
- 機動戰艦撫子號 -The prince of darkness-（艾莉娜·金城·王）
- 哆啦A夢七小子：蟲蟲大作戰（女子機器人）
- 名偵探柯南：第十四號獵物（記者[20]）

2002年
- 蠟筆小新：風起雲湧 壯烈！戰國大會戰（侍女）

2003年
- 劇場版 我們這一家[[[Wikipedia:格式手册/链接#章節|錨點失效]]]（巴士廣播）

2005年
- 劇場版 AIR（國崎往人的母親）

2007年
- 河童之夏（綾菜的母親）

2011年
- 超能奇兵：進化（2011年—2012年，桐生水守）2作品

### OVA
1992年
- 湘南爆走族8 紅星傳說（女學生）

1993年
- （百合）
- 代紋TAKE2 第II章（日语：代紋TAKE2）（島村香織）
- POPS R.Ikuemi[21]

1994年
- 電腦少女Compiler（日语：Compiler）（女孩子B）
- 逮捕令（井禮子）
- 嬌娃夏生的危機（日语：なつきクライシス）（高岡里奈）
- 我們的意亂情迷不歸路（日语：ぼくはこのまま帰らない）（小橋萌子）
- Macross Plus

1995年
- 3×3 EYES ～聖魔傳說～（紅娘〈狼暴暴〉）
- 美幸夢遊仙境（日语：不思議の国の美幸ちゃん）（巴尼）
- （1995年—1998年，媽媽、霧子）
- 別認輸了！魔劍道（日语：負けるな!魔剣道）（翔）
- 女神天國（日语：女神天国）（安潔拉）

1996年
- 孃樣搜查網（綾小路美幸）
- 紺碧艦隊（薩拉）
- 超人學園鋼帝王（日语：超人学園ゴウカイザー）（朝比奈鈴〈Platonic Twins／Platonic Slave〉）
- 霸王大系龍騎士 亞迪傳說 Final（卡茨）

1997年
- AIKa（白黛莫〈艦長〉）
- Variable Geo（日语：ヴァリアブル・ジオ）（艾莉娜·戈德史密斯）

1998年
- POWER DoLLS Detachment of Limited Line Service Projectα（艾麗絲·諾克斯）

2002年
- 超能奇兵Fan-disc（桐生水守）
- 遙遠時空 ～紫陽花物語～（日语：遙かなる時空の中で-紫陽花ゆめ語り-）（梓）

2003年
- 天地無用！魎皇鬼 (第3期)（柾木水穗）
- 魔物獵人 遊戲劇場 獵人日誌G（維多利亞）

2004年
- 小茜的狂熱追求者（日语：アカネマニアックス〜流れ星伝説剛田〜）（彩峰慧）

2005年
- 聖鬥士星矢 冥王黑帝斯十二宮篇（日语：聖闘士星矢 冥王ハーデス編）（尤利提斯）

2008年
- 問答魔法學院（瑪拉莉亞）

2016年
- 悠悠哉哉少女日和 Repeat（一條螢的母親）[注 3]

### 網路動畫
- 蠟筆小新外傳 玩具大戰（日语：クレヨンしんちゃん外伝 おもちゃウォーズ）（2016年，親）

### 遊戲
1991年
- （黛西·諾頓）

1992年
- BURAI II 闇皇帝的逆襲（日语：BURAI）（特里斯）
- （操作員）

1993年
- 天外魔境 風雲歌舞伎傳（日语：天外魔境 風雲カブキ伝） (魔女）
- 金屬天使（小田桐經理、卡秋沙）

1994年
- 極上瘋狂大射擊（日语：極上パロディウス 〜過去の栄光を求めて〜）（光、茜）
- TWIN GODDESS（日语：ツインゴッデス）（妮娜、精靈）
- 女神天國（日语：女神天国）（蘭蘭）
- 羅德斯島戰記II（莉芙）
- 鐵拳對鋼拳 對決！東京四天王（七瀨千秋）

1995年
- 超人學園鋼帝王（日语：超人学園ゴウカイザー）（朝比奈鈴〈Platonic Twins〉）
- Private eye dol（日语：プライベート・アイ・ドル）（柳素子）
- 魔法騎士雷阿斯（卡爾迪娜）[注 4]

1996年
- 現代吸血鬼（雷扎）
- Eternal Melody（日语：エターナルメロディ）（阿爾扎·洛）
- 奎恩
- 性感瘋狂大射擊（日语：セクシーパロディウス）（光、茜）
- 東方珍遊記（蜘蛛女）
- TOBAL No. 1（日语：トバルNo.1）

1997年
- 妖精樂園（敏特）
- 超真實麻雀P7（日语：ススーパーリアル麻雀#スーパーリアル麻雀P7）（蘭堂芹香）
- 心動美麗同盟（日语：ドキドキプリティリーグ#ドキドキプリティリーグ）（河合弘子）
- 時之國的艾爾芬瑞特（日语：時の国のエルフェンリート）（莉可莉絲）
- Paro Wars（日语：パロウォーズ）（光）
- BS火焰之紋章 阿卡內亞戰記 第3話 正義的盗賊集團（雷娜〈修女〉）
- 龍召還娘（青）
- Money Idol Exchanger（日语：マネーアイドルエクスチェンジャー）（諾特＝班克〈Might Dealer〉）
- 瑪莉加 ～真實的世界～（日语：マリカ 〜真実の世界〜）（金本晶）
- 金屬天使3（天神臨）

1998年
- 孃樣特急（日语：お嬢様特急）（津山菜菜子、羽田今朝美）
- 英雄傳說III 白髮魔女（斑斑、喬安娜）
- 星海遊俠2 二次進化（奧培拉·貝克朵拉）
- 精靈召喚 ～Princess of Darkness～（日语：精霊召喚 〜プリンセス オブ ダークネス〜）（希爾克）
- DeSTReGA（日语：デストレーガ）（米萊娜）
- 正邪幻想史（日语：ブラックマトリクス）（1998年—2000年，盧卡）3作品[注 5]
- Prism Court（日语：プリズムコート）（齊藤榮江）
- 別認輸了！魔劍道Z（日语：負けるな!魔剣道）（馬塔納斯）
- 純愛騎士（日语：みつめてナイト）（墨涅西斯、普里姆·羅斯班克）
- 心動美麗同盟 熱血少女青春記（日语：ドキドキプリティリーグ#ドキドキプリティリーグ 熱血乙女青春記）（河合弘子）

1999年
- 奏（騷）樂都市大阪（日语：ソウ楽都市OSAKA）（九條·文音）
- DEAD OR ALIVE 2（蒂娜·阿姆斯壯）
- 護士物語（金城咲）
- 心跳ON AIR2

2001年
- （導航）
- 全民高爾夫3（林）

2002年
- SSX TRICKY（日语：SSX TRICKY）（香織）
- DEAD OR ALIVE 3（蒂娜·阿姆斯壯）
- 愛★殺球！（日语：ラブ★スマッシュ!）（珍妮·福斯特[22]）

2003年
- INTERLUDE（日语：インタールード (ゲーム)）（矢野拓美）
- 問答魔法學院（瑪拉莉亞）
- DEAD OR ALIVE XTREME BEACH VOLLEYBALL（蒂娜·阿姆斯壯）
- 全民高爾夫4（林）
- 愛★殺球！5 ～網球機器人大作亂～（日语：ラブ★スマッシュ!5 〜テニスロボの反乱〜）（珍妮·福斯特）

2004年
- 空戰雄鷹 ～藍翼騎士～（日语：エアフォースデルタ）（柯莉特·盧克雷盧克）
- 問答魔法學院2（瑪拉莉亞）
- 戰國無雙（女忍者）2作品[注 6]
- DEAD OR ALIVE ULTIMATE（蒂娜·阿姆斯壯）

2005年
- 問答魔法學院3（瑪拉莉亞）
- 激·戰國無雙（日语：激・戦国無双）（女忍者）
- DEAD OR ALIVE 4（蒂娜·阿姆斯壯）
- 紅忍 血河之舞（日语：紅忍 血河の舞）（千代女）

2006年
- Edelweiss（日语：エーデルワイス (ゲーム)）（鴨池蘭）
- 女生愛女生 「初夏物語。」（大佛智）
- 世界傳奇 光明神話（奧蘿拉）
- DEAD OR ALIVE XTREME 2（蒂娜·阿姆斯壯）
- Muv-Luv全年齡版（彩峰慧）
- Muv-Luv Alternative全年齡版（彩峰慧）
- 潛龍諜影 掌上行動（泰利科·弗里德曼）

2007年
- 秘境探險：黃金城秘寶（艾蓮娜·費許）
- 問答魔法學院4（瑪拉莉亞）
- 無雙OROCHI（2007年—2009年，女忍者）3作品[注 7]
- 潛龍諜影：掌上行動掌上加強版（日语：メタルギアソリッド ポータブル・オプス+）（特里科）

2008年
- 問答魔法學院DS（瑪拉莉亞）
- 問答魔法學院5（瑪拉莉亞）

2009年
- 秘境探險2：盜亦有道（艾蓮娜·費許）
- 問答魔法學院6（瑪拉莉亞）
- 超級機器人大戰NEO（日语：スーパーロボット大戦NEO）（卡茨）
- 戰國無雙3（2009年—2011年，女忍者）4作品[注 8]

2010年
- 問答魔法學院DS ～雙重時空石～（瑪拉莉亞）
- DEAD OR ALIVE Paradise（蒂娜·阿姆斯壯）

2011年
- 秘境探險3：德瑞克的騙局（艾蓮娜·費許）
- 問答魔法學院8（瑪拉莉亞）
- 戰國無雙 Chronicle（女忍者）
- DEAD OR ALIVE Dimensions（蒂娜·阿姆斯壯）
- 無雙OROCHI 2（女忍者）

2012年
- 問答魔法學院 賢者之扉（瑪拉莉亞）
- 戰國無雙 Chronicle 2nd（女忍者[23]）
- DEAD OR ALIVE 5（2012年—2015年，蒂娜·阿姆斯壯[24][25]）3作品[注 9]
- NEW LovePlus（小早川潔美[26]）
- 人中之龍5 夢 實踐者（山浦美沙）

2013年
- CHAOS HEROES ONLINE（羅羅基杜魯[27]）

2014年
- 問答魔法學院 天之學舎（瑪拉莉亞[28]）
- 戰國無雙 Chronicle 3（女忍者[29]）
- 戰國無雙4（2014年—2019年，女忍者[30]）2作品[注 10]

2015年
- 問答魔法學院 曉之鐘（瑪拉莉亞[31]）

2016年
- 神秘海域4：盗賊末路（艾蓮娜·費許[32]）
- 戰國無雙 ～真田丸～（女忍者）

2018年
- 超級機器人大戰X-Ω（日语：スーパーロボット大戦X-Ω）（彩峰慧）
- 星海遊俠：回憶（日语：スターオーシャン:アナムネシス）（奧培拉·貝克朵拉）
- 無雙OROCHI 3（2018年—2019年，女忍者）2作品[注 11]

2019年
- DEAD OR ALIVE 6（蒂娜·阿姆斯壯[33]）
- 超級機器人大戰T（露迪·彼西沙爾特）
- 萊莎的鍊金工房 ～常闇女王與秘密藏身處～（米奧·斯托特）

2023年
- 萊莎的鍊金工房3 ～終結之煉金術士與秘密鑰匙～（日语：ライザのアトリエ3 〜終わりの錬金術士と秘密の鍵〜）（米奧·斯托特）
- 名偵探皮卡丘閃電回歸（艾琳·古德曼[34]）
- 星海遊俠2 第二個故事R（奧培拉·貝克朵拉[35]）

### 廣播劇CD
- CD劇場 勇者鬥惡龍IV（日语：CDシアター ドラゴンクエスト）（梅）
- Infantaria（日语：Infantaria）（2002年）
- 孃樣搜查網（綾小路美幸）
- 魔法使物語之銀枝傳奇（日语：オリスルートの銀の小枝）（阿麗亞娜）
- 可愛的天使（日语：水縞とおる）（里）
- 真·女神轉生III-Nocturne（高尾祐子）
- 超能奇兵 Sound Edition（桐生水守）
- 超能奇兵設定資料集特典廣播劇CD（桐生水守[36]）
- 魔域幽靈獵人 Darkness Mission ～特選奶油醤油味（Amulet、旁白 等）
- 快打旋風ZERO2外傳II 櫻，最危險的文化祭（真由）
- 聖戰記光蛇王外傳（日语：聖戦記エルナサーガ）（奈奈）
- 創龍傳 蜃氣樓都市（陣内厚子）
- 時間跳躍的妳來自昨日（日语：タイム・リープ あしたはきのう）（水森優子）
- D·N·ANGEL WINK系列（丹羽笑子）
- 幻想傳奇 變裝迷宮（日语：テイルズ オブ ファンタジア なりきりダンジョン） -太陽之章-（庫魯魯、諾倫）
- 時空幻境 幻想傳奇 變裝迷宮 -月之章-（庫魯魯、諾倫）
- 天使禁獵區（齊木翠雀）
- 皇龍騎士團（普兒、佐瑪、基切爾）
- 霸王大系龍騎士（卡茨）
  - 霸王大系龍騎士 CD影院「提亞達南之戰」
  - 密切接觸地球層24小時 全世界的龍騎士
  - 續·密切接觸地球層24小時 全世界的龍騎士TV
  - 被詛咒的亞迪！龍使者的最大危機!!
  - 霸王大系龍騎士外傳 聖騎士的約定
  - 霸王大系龍騎士 CD影院「凱奧里斯之旅」第1章、第4章
- 花之飛鳥組！外傳（日语：花のあすか組!#ドラマCD外伝）（原）
- 機甲都市 伯林1935（日语：機甲都市 伯林）（埃爾茲）
- 火焰之紋章 啟程之章（日语：ファイアーエムブレム 旅立ちの章）（雷娜）
- 閃電霹靂車 SAGAII ROUND5 捷豹的紋章（雨堂由香）
- 街 第Q之男 ～Q是question的Q～（日语：街 〜運命の交差点〜#ラジオドラマ）（町田愛子）
- 純愛騎士（日语：みつめてナイト）（墨涅西斯、普里姆·羅斯班克）
- 下級生2 廣播劇CD(1)（2004年，若井美咲）

### 外語配音

#### 演員
莎拉·潔西卡·帕克
- 享受吧！羅馬（英语：All Roads Lead to Rome (2015 film)） 電影（瑪吉·福爾克）
- 蒸發的摩根夫婦（梅莉兒·摩根）
- 離婚（英语：Divorce (TV series)）（弗朗西絲·杜弗蘭）
- 賴家王老五（寶拉）
- 凱特的慾望日記（凱特·瑞迪）
- 新年前夜（金·道爾）
- 慾望城市（凱莉·布雷蕭）
  - 慾望城市 (電影)
  - 慾望城市2
  - 慾望城市：華麗下半場[37]

#### 電影
- 阿飛外傳（尼基〈絲安娜·美娜〉）
- 大謊言家（英语：Big Fat Liar）（凱莉〈阿曼達·拜恩斯〉）
- 戰火遺孤（英语：Edges of the Lord）（瑪莉亞〈歐嘉·法蘭絲（英语：Olga Frycz）〉）
- 荒島尤物（英语：Love Wrecked）（珍妮·泰勒〈阿曼達·拜恩斯〉）

#### 電視影集
- 4400（艾普麗爾·史庫里斯〈娜塔莎·葛瑞森·華格那（英语：Natasha Gregson Wagner）〉）
- 愛情白皮書（東山星香〈范瑋琪〉）
- 屋塔房小猫（藍靜恩〈鄭多彬〉）
- 拉字至上（珍妮·施克特〈米雅·柯許納〉）
- 佩佩·丹尼斯（英语：Pepper Dennis）（艾莉絲〈瑪格麗特·伊斯莉（英语：Margaret Easley）〉）
- 私人診所 (第3季)（卡拉）
- 神探夏洛克（艾琳·艾德勒〈拉娜·普拉芙（英语：Lara Pulver）〉）※NHK BS Premium版。
- 吸血鬼日記（伊莎貝爾·弗萊明〈米雅·柯許納〉）

#### 動畫
- 大力士（英语：Hercules (1998 TV series)）（女性）

### 特攝影集
- 電光超人古立特（的聲音、的聲音）

### 廣播節目
- 動漫天堂
- 超級動漫天堂
- 電擊大賞（日语：電撃大賞）（1996年4月—1998年3月）
- 網路電台（與宇和川惠美共同演出）

### 旁白
- Top Runner（日语：トップランナー）（旁白，2005年4月—2008年3月）—NHK
- GORO'S BAR Presents My Fair Lady（日语：Goroプレゼンツ マイ・フェア・レディ）（旁白）—TBS
- Wonderful（日语：ワンダフル (テレビ番組)）（旁白）—TBS
- OH！L俱樂部（日语：OH!エルくらぶ）（旁白）—朝日電視台
- 極孃的力量（日语：極嬢ヂカラPremium）（旁白）—東京電視台
- Asia Navi（旁白）—旅Channel（日语：旅チャンネル）
- （CD旁白）—東進Books（日语：東進ハイスクール）
- （CD旁白）—東進Books

## 音樂作品

### 專輯
| 枚數 | 發行日期       | 專輯名稱           | 規格編號   | 最高排名 |
| ---- | -------------- | ------------------ | ---------- | -------- |
| 1st  | 1995年9月25日  | Fancy Girl         | TKCA-70730 |          |
| 迷你 | 1996年10月19日 | 給還不知道的你（まだ知らないあなたへ） | ABCA-5023  |          |

### 角色歌曲
| 發行日期 | 標題                                  | 名義                 | 曲名           | 備註                                           |
| 1996年   | 1996年                                | 1996年               | 1996年         | 1996年                                         |
| -------- | ------------------------------------- | -------------------- | -------------- | ---------------------------------------------- |
| 1月1日   | 魔法騎士雷阿斯 Original Song Book 2   | 卡爾迪娜（永島由子） | 「」           | 電視動畫《魔法騎士雷阿斯》相關歌曲             |
| 4月24日  | 戀愛搜査網                            | Virgo                | 「」           | OVA《孃樣搜查網》主題歌曲                      |
| 4月24日  | 戀愛搜査網                            | Virgo                | 「」           | OVA《孃樣搜查網》片尾主題曲                    |
| 2004年   |                                       |                      |                |                                                |
| 11月26日 | 下級生2 ～瞳孔中的少女們～ 歌唱精選輯 | 若井美（永島由子）   | 「waver leaf」 | 電視動畫《下級生2 ～瞳孔中的少女們～》相關歌曲 |

## 腳註

## 外部連結
- 永島由子｜amuleto （日語）
- 永島由子｜青二Production，存于 （日語）
- 永島由子的X（前Twitter） （日語）
- 永島由子的Instagram帳戶 （日語）
- 永島由子的官方個人網站 （日語）
- （日語）—永島由子的官方個人部落格。
- （日語）—丈夫上田燿司的官方個人部落格。
- 永島由子 （页面存档备份，存于） （日語）—Talent Date Bank
- 永島由子 （页面存档备份，存于） （日語）—日本藝人名鑑（日语：日本タレント名鑑）
- 永島由子 （页面存档备份，存于） （日語）—SEIGURA web
- 永島由子 （页面存档备份，存于） （日語）—KINENOTE
- 永島由子 （页面存档备份，存于） （日語）—oricon
- 永島由子 （页面存档备份，存于） （日語）—MOVIE WALKER PRESS（日语：MOVIE WALKER PRESS）
- 永島由子 （页面存档备份，存于） （日語）—電影.com（日语：映画.com）
- 永島由子 （页面存档备份，存于） （日語）—allcinema（日语：allcinema）
- 日本電影數據庫（JMDb）上永島由子的資料（日語）